# Seiko

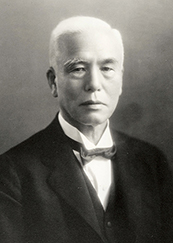
Kintarō Hattori (1860–1934) gründete im Jahr 1881 den heutigen Uhrenkonzern Seiko.
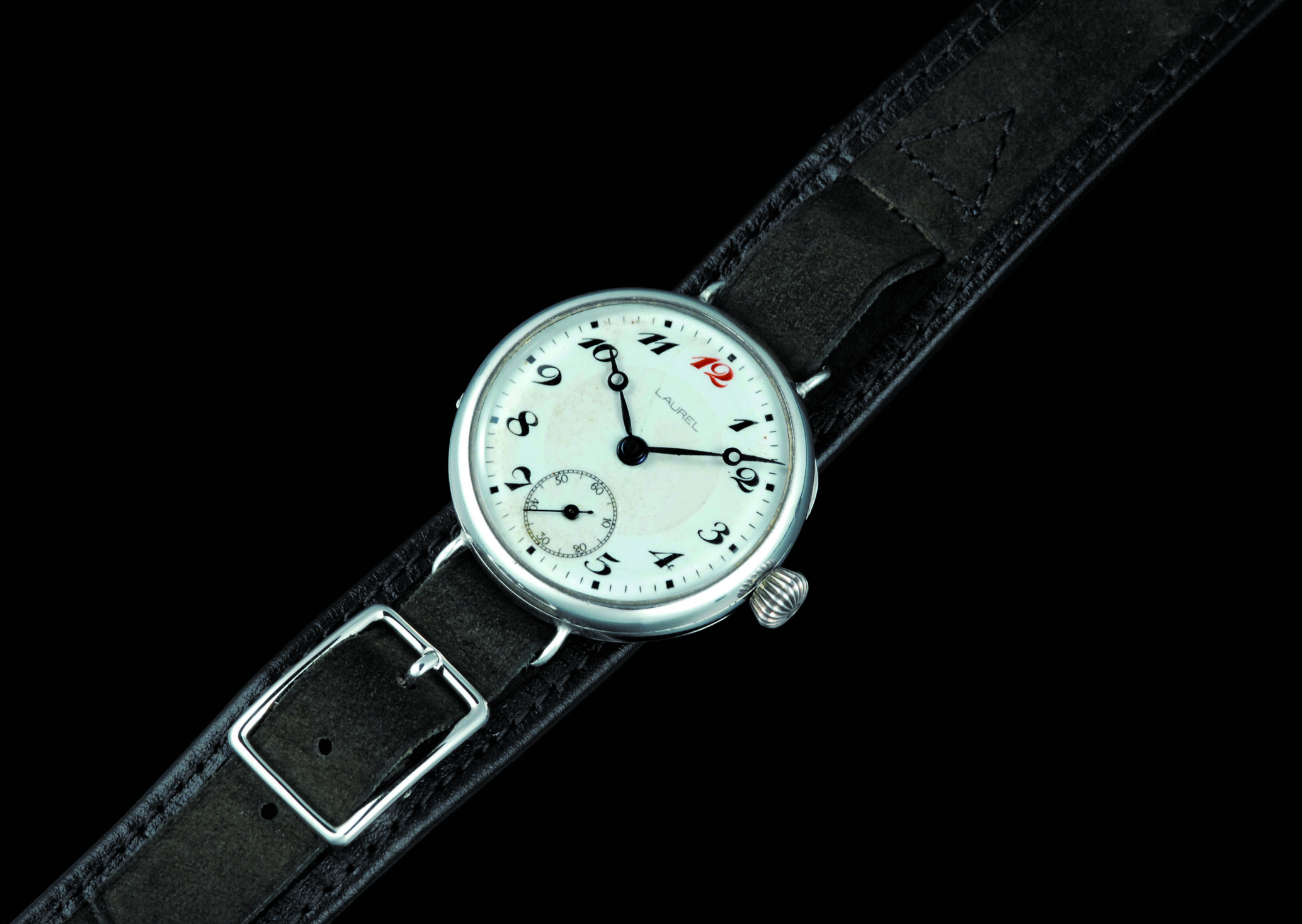
1913 produzierte Seiko die erste Armbanduhr in Japan unter dem Namen Laurel.
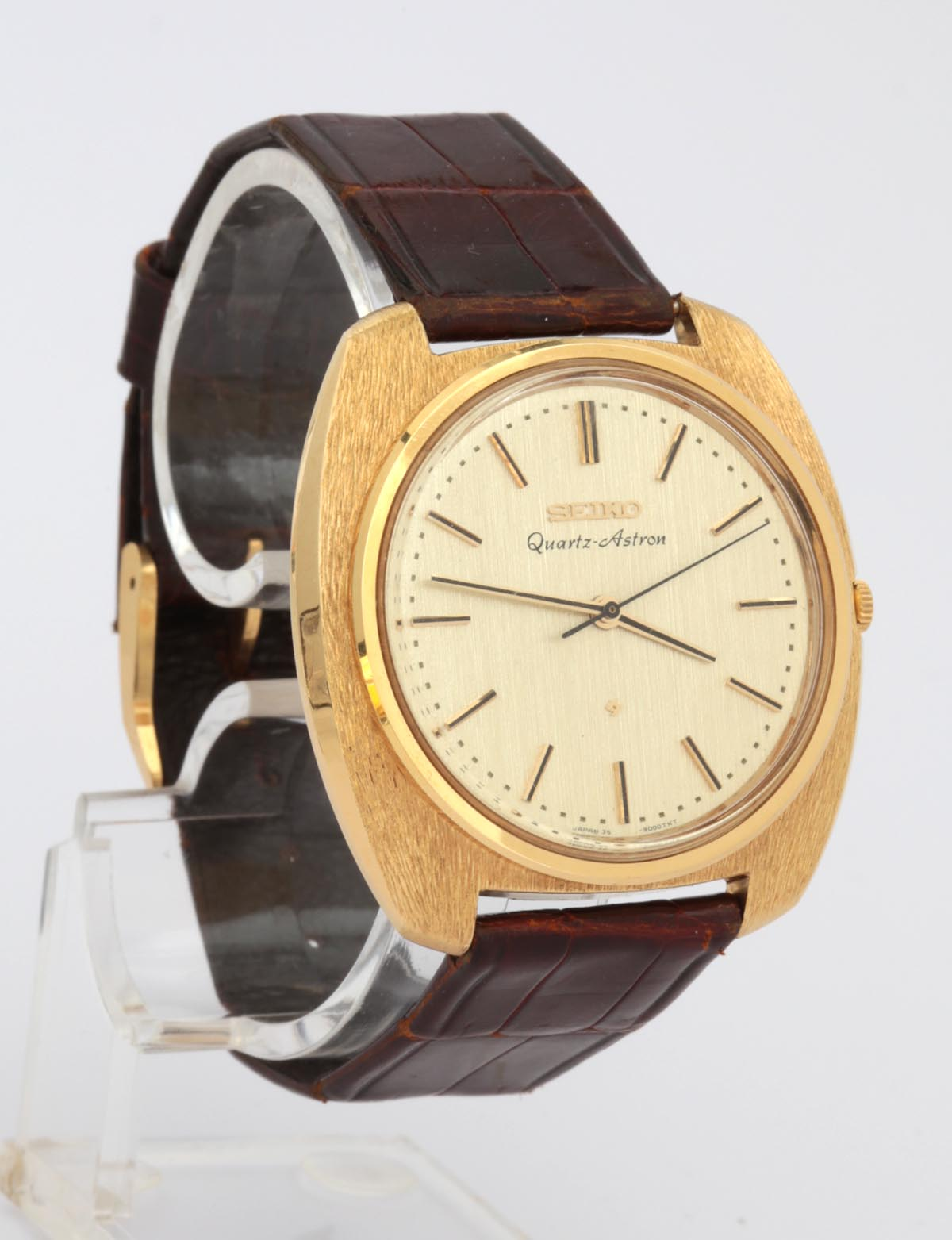
Seiko erfand 1969 mit der Quartz-Astron die erste Quarzarmbanduhr der Welt.
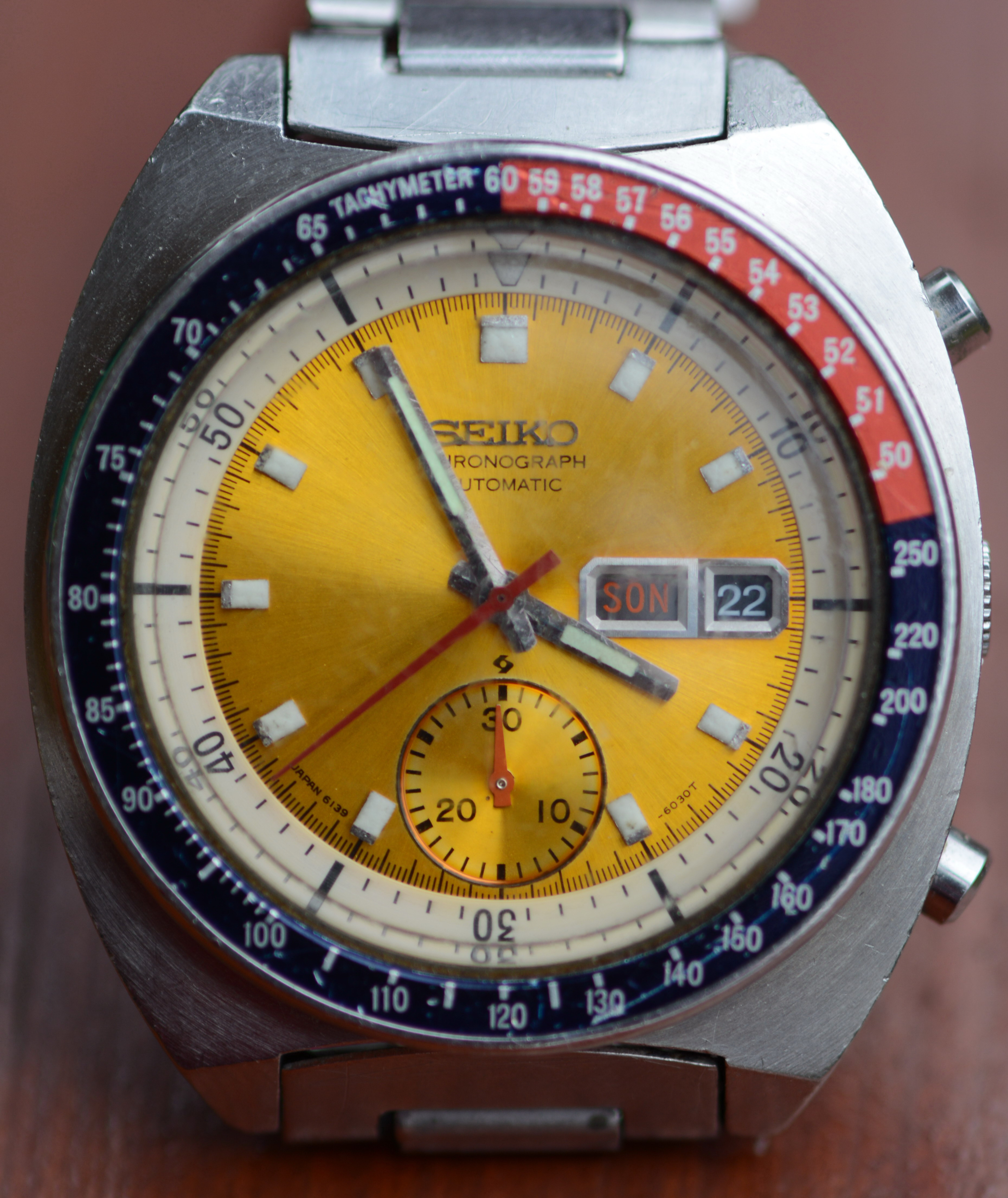
Pogue Seiko, heutiger Auktionswert ca. 1.000 €
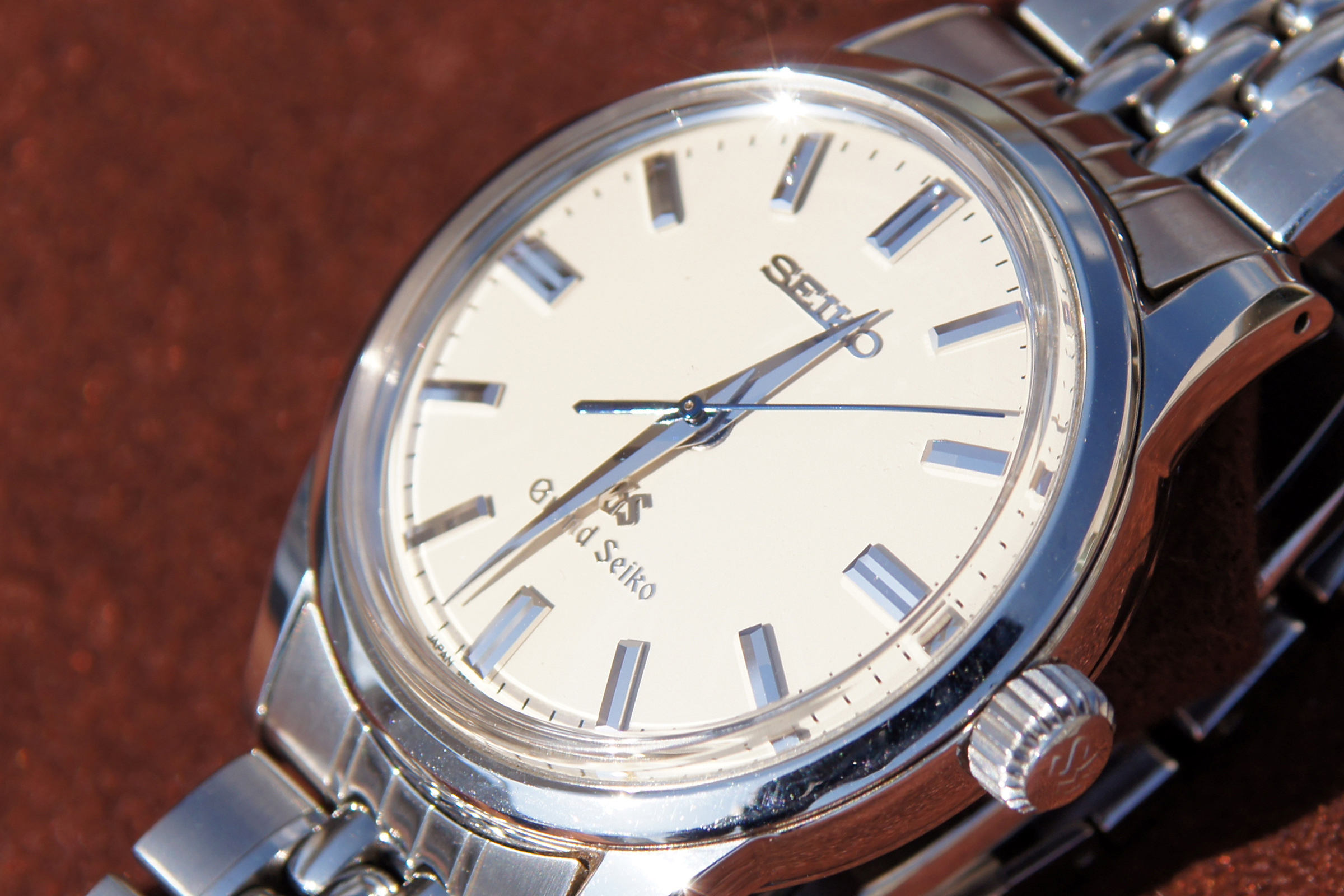
Grand Seiko SBGW005
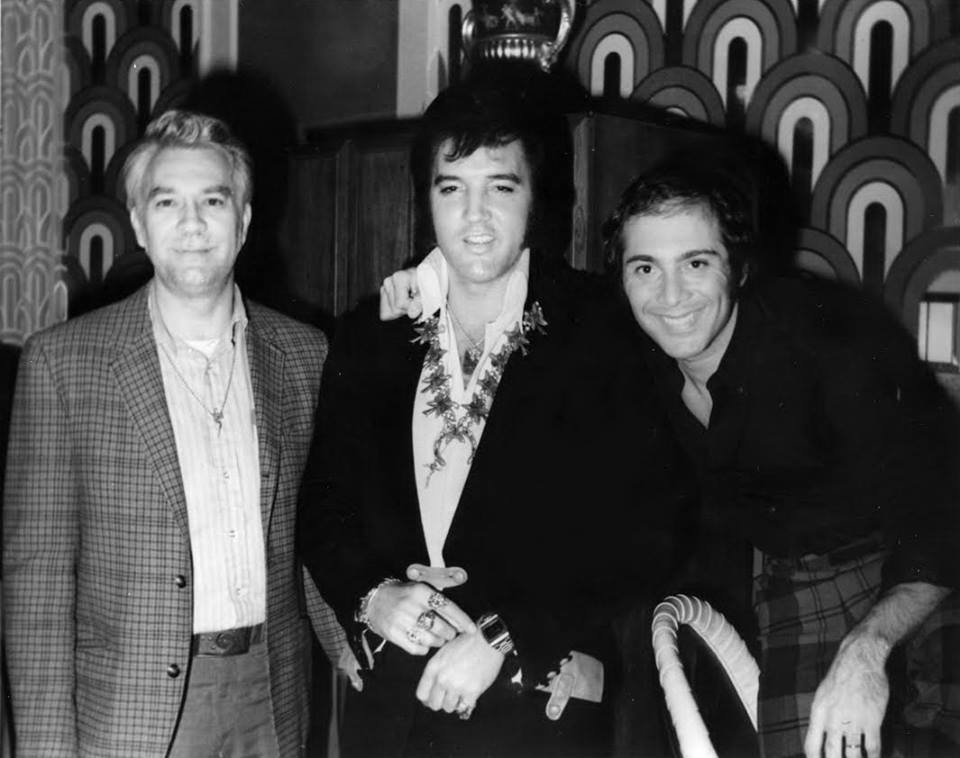
Elvis Presley mit einer Seiko LCD Alarm Chronograph (1972)
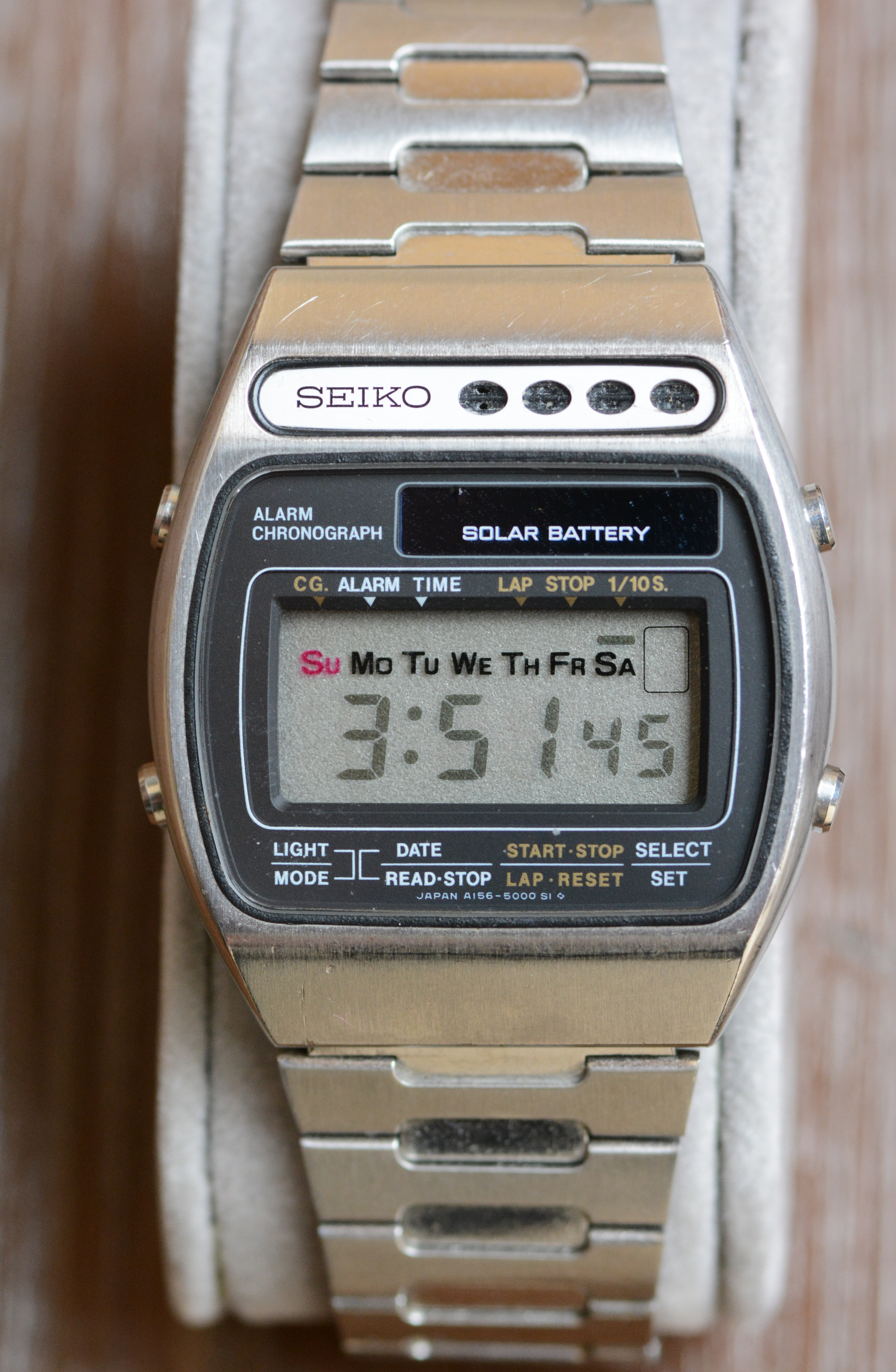
Der Seiko LCD Solar Alarm Chronograph A156-5000 war 1978 die erste solarbetriebene Armbanduhr der Welt.
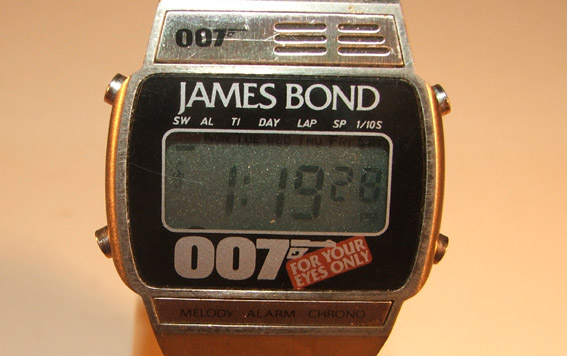
Im Kinofilm In tödlicher Mission führte James Bond 1981 mit dieser LCD-Seiko ein Telefonat über Satellit.
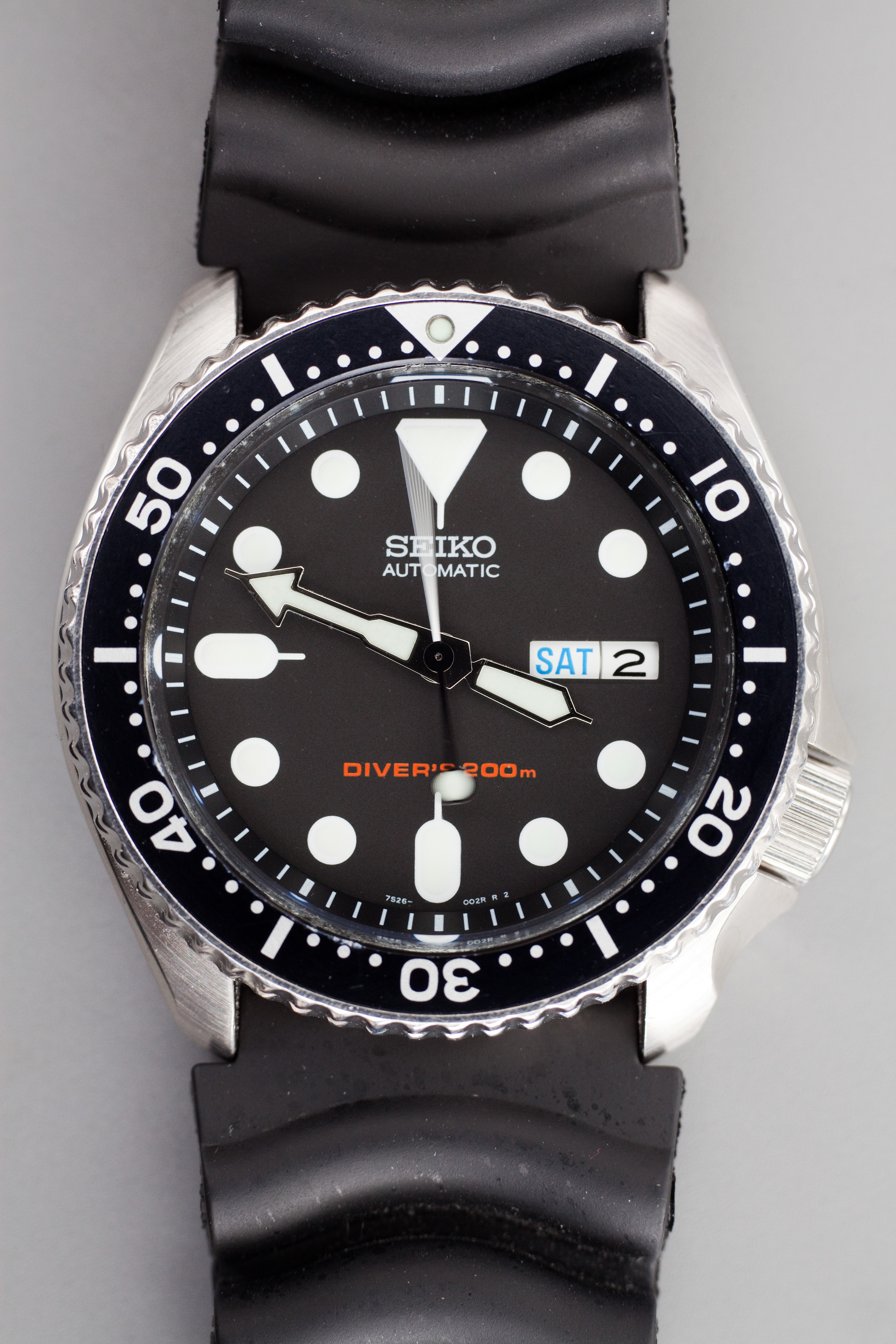
Die SKX007 war mit 23 Jahren, von 1996 bis 2019, die am längsten produzierte Armbanduhr von Seiko.
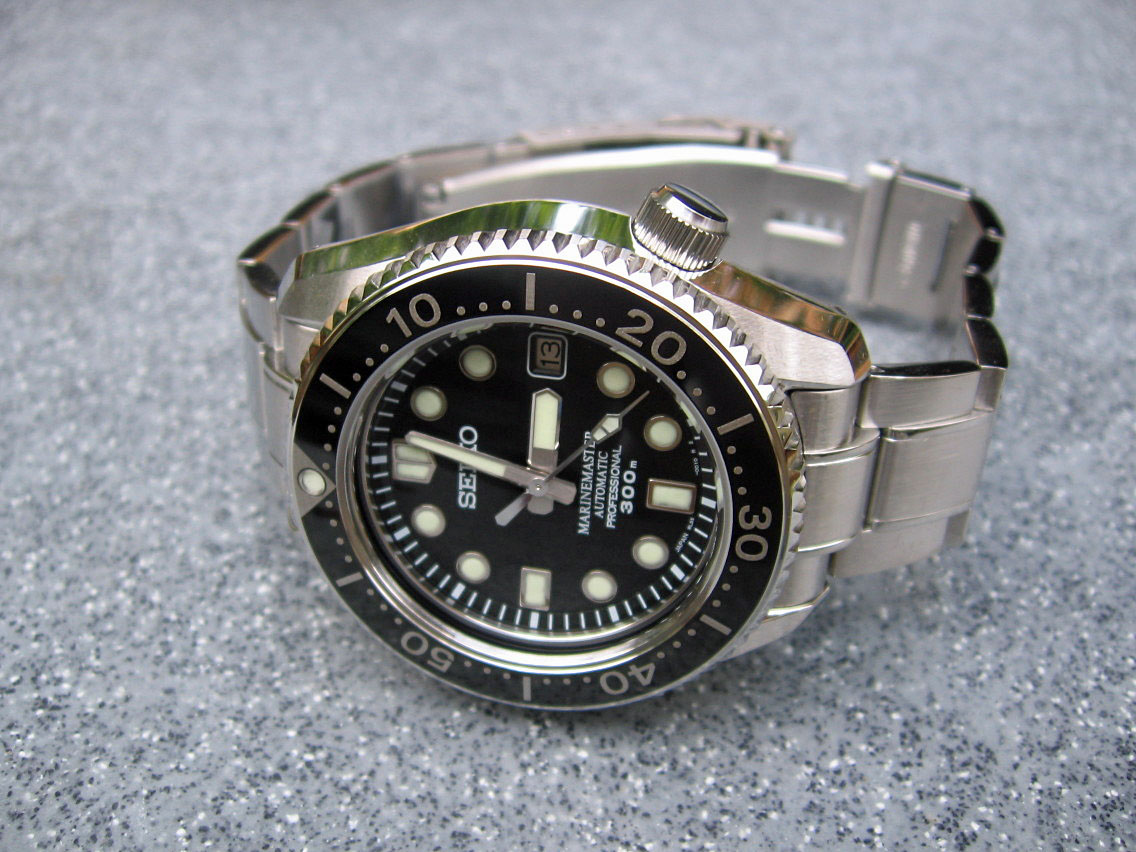
Die SBDX001 Marinemaster war die erste Seiko mit Monocoque-Gehäuse.

Seiko (offiziell Seikō Group Corporation, japanisch セイコーグループ株式会社 Seikō Gurūpu kabushiki gaisha) ist ein unabhängiger Uhrenkonzern mit Hauptsitz in Tokio (Japan).
Das Unternehmen verzichtet vollständig auf Zulieferer und produziert alle Bauteile, Betriebs- und Hilfsstoffe zu 100 % selbst. Diese Art der Uhrenproduktion gilt als weltweit einzigartig. Seiko ist im alleinigen Besitz der Familie Hattori.
Seinen amtlich registrierten Sitz hat der Seiko-Konzern im Tokioter Bezirk Chūō, im Stadtteil Ginza. Seit 1949 ist das Unternehmen an der Tokioter Börse gelistet und als Holdingmuttergesellschaft unter dem Namen Seikō Holdings K.K. für die Tochterunternehmen Seikō Watch, Seikō Clock, Seikō Precision und Seikō Optical Products verantwortlich. Präsident der Seikō Holdings K.K. ist seit dem 30. April 2010 Shinji Hattori, ein Urenkel von Kintarō Hattori.
Seiko Deutschland hat seinen Sitz in Willich.

## Unternehmensgeschichte

### Unternehmensgründung (1881)
Im Jahr 1881 gründete Kintarō Hattori (1860–1934) im heutigen Tokioter Stadtteil Ginza ein Uhren-Reparaturgeschäft. Er firmierte damals noch unter dem Namen Hattori Tokeiten (dt. „Uhrmachergeschäft Hattori“). 1892 erwarb Hattori im Tokioter Stadtteil Sumida zusätzlich ein stillgelegtes Fabrikgebäude und gründete dort unter dem Namen Seikōsha eine Uhrenfabrik mit dem Ziel, Japans beste Wanduhren herzustellen. Seikōsha steht für Seikō (dt. Präzision) und Sha (dt. Haus), also Präzisionshaus. Der erfolgreiche Verkauf von Wanduhren bestärkte Hattori, die Produktpalette seines Unternehmens zu erweitern. 1895 entwarf er eine Taschenuhr mit der Bezeichnung Timekeeper. Anfang der 1900er Jahre war Seikōsha der damals größte Hersteller für Taschenuhren, Wecker und Wanduhren in Japan.

### Erste Armbanduhr Japans (1913)
Die erste Armbanduhr, die zu 100 % in Japan produziert wurde, war ein Erzeugnis der Firma Seikōsha und wurde unter dem Namen Laurel im Jahr 1913 hergestellt. Daneben vertrieb die Firma Hattori & Company neben Uhren auch optische Instrumente und Schmuck. 1923 zerstörte das Große Kantō-Erdbeben die Hauptverwaltung in Ginza und die Seikōsha-Fabrik in Sumida. Kintarō Hattori investierte sein gesamtes Privatvermögen und baute das Unternehmen völlig neu auf.

### Seiko als Markenname wird eingeführt (1924)
1924 wurde die erste Armbanduhr, die den Aufdruck SEIKO auf dem Zifferblatt hatte, produziert. Im selben Jahr wurde der Markenname SEIKO auch patentrechtlich geschützt. Im Jahr 1929 ernannte die Japanische Staatsbahn Seiko zum offiziellen Ausrüster für die Zeitmessung im Bahnbetrieb.

### Technikinnovationen
Im Jahr 1955 bot Seiko ihre erste automatische Armbanduhr an. 1956 entwickelte Seiko die Stoßsicherung Diashock und 1959 den Magic Lever. Dieser war damals ein neuartiges Bauteil für den Aufzugmechanismus. Er ist direkt am Schaft der Schwungmasse angebracht und steigert die Effizienz des automatischen Aufzugs, indem die Schwungmasse in beiden Drehrichtungen genutzt wird. 1963 gestattete das Schweizer Observatorium Cantonal in Neuchâtel Seiko die Teilnahme an Uhrenwettbewerben. Seiko erreichte einen zweiten und einen dritten Platz. Seiko schickte Werke des Kalibers 45 nach Neuchâtel, die später für Uhren der Marke Grand Seiko weiterentwickelt wurden. Diese Uhren wurden damals als speziell kalibrierte Zeitmesser vermarktet. 1965 stellte Seiko die erste mechanische Taucheruhr aus Japan vor, die 62MAS. 1966 bewies die 62MAS ihre Zuverlässigkeit während der 8. japanischen Forschungsexpedition in der Antarktis. Diese Taucheruhr hatte eine Wasserdichtheit von 150 m. Im Jahr 1967 erlangte die erste automatische Armbanduhr von Seiko Bekanntheit und wurde mit einigen Preisen ausgezeichnet.

### Die erste Quarzuhr der Welt (1969)
Seiko führte in den 1960er Jahren mit dem Schweizer Uhrenkonzern Rolex ein Wettrennen um die erste Quarz-Armbanduhr der Welt. Die Japaner gewannen das Rennen und präsentierten der Weltöffentlichkeit im Dezember 1969 mit der Seiko Quartz-Astron die erste serienreife Quarz-Armbanduhr der Welt, während Rolex erst im April 1970 eine Quarzuhr aus Eigenproduktion vorstellen konnte. Der von Seiko erfundene Stimmgabel-Quarzoszillator hatte eine Frequenz von 8192 Oszillationen pro Sekunde (Hz). Die Quartz-Astron ging auf fünf Sekunden pro Tag genau. Sie wurde in einer limitierten Auflage von 100 Stück hergestellt und kostete 450.000 Yen (ca. 7600 D-Mark), was damals ungefähr dem Preis eines Toyota Corolla entsprach.

### Grand Seiko seit 1960
Im Jahr 1960 führte Seiko die Luxusmarke Grand Seiko ein. Die erste Grand Seiko hatte eine Unruhfrequenz von 2,5 Hertz und eine Ganggenauigkeit von +12 bis −3 Sekunden pro Tag bei einer Gangreserve von 45 Stunden. Damals kostete das Modell im vergoldeten Gehäuse 25.000 Yen, was dem vierfachen Monatsgehalt eines Büroangestellten in Tokio entsprach. Das Design des Modells war schlicht, und auf dem Zifferblatt befand sich die Aufschrift Chronometer.
Bis heute ist die Kaliberprüfung von Grand Seiko-Uhren wesentlich umfangreicher und zeitintensiver als die der Schweizer Mitbewerber. Die technische Werksprüfung umfasst mehr Lagen, mehr Temperaturbereiche und mehr Tage als die normale Chronometerprüfung der unabhängigen Schweizer Kontrollstelle COSC. Seiko nennt diese Tests Grand Seiko Inspection Standard. Alle Grand Seiko-Kaliber beginnen mit der gleichen Zahl, der 9. Diese numerisch höchste Zahl steht laut Seiko für das Streben nach der perfekten Uhr. Ein Löwen-Emblem, als Symbol der Marke, schmückt als Gravur die Gehäuserückseite jeder einzelnen Grand Seiko. Die Uhren werden im oberen Preissegment ab 2000 € angeboten. In Deutschland sind Armbanduhren von Grand Seiko seit 2010 offiziell erhältlich.

### Pogue Seiko
Ein Seiko Automatik-Chronograph, mit gelbem Zifferblatt, wurde von William Pogue während der Skylab-4-Mission zwischen 1973 und 1974 im Weltraum getragen. Es ist damit der erste Automatik-Chronograph, der im Weltraum getragen wurde. Unter dem Namen Pogue Seiko wurde er weltbekannt.

### Erfindung der Spring-Drive-Technologie (1999)
Mit der Spring-Drive-Technologie, die 1999 auf den Markt kam, hat Seiko die Ganggenauigkeit von Quarzuhren in mechanischen Uhren eingeführt. Die Spring-Drive-Technologie basiert darauf, dass das letzte Rad des Werks, das dem Hemmungsrad entspricht, zum einen ein Quarzwerk mit Energie versorgt und zum anderen vom Quarzwerk auf konstanter Drehzahl gehalten wird („Tri-Synchro-Regulationssystem“). Dadurch bewegt sich das Spring-Drive-Werk kontinuierlich, der Sekundenzeiger gleitet ohne Ticken über das Zifferblatt. Spring-Drive-Werke gewährleisten eine Ganggenauigkeit von nur einer Sekunde Abweichung pro Tag.
Die Gangreserve in Seikos Spring-Drive-Werken beträgt mindestens 72 Stunden. Diese Werke werden bei Seiko nur für Armbanduhren im oberen Preissegment angeboten.

### Produktplatzierungen bei James Bond
- Zwischen 1977 und 1983 war Seiko offizieller Uhrenausstatter der James-Bond-Filme mit Roger Moore. Bereits 1973 trug Moore im Film Leben und sterben lassen eine Pulsar P2 2900 LED. Pulsar ist heute ein Seiko-Tochterunternehmen.
  - Der Spion, der mich liebte (Seiko 0674 LC)
  - Moonraker – Streng geheim (Seiko M354)
  - In tödlicher Mission (Seiko H357 5040)
  - Octopussy (Seiko G757 und Seiko TV-Watch DXA001/002)

### Entwicklungen seit 1881
- 1881 Kintarō Hattori (1860–1934) gründete in Tokio ein Uhren-Reparaturgeschäft.
- 1892 Kintarō Hattori eröffnete eine Fabrik unter dem Namen Seikōsha und produzierte eigene Wanduhren und Wecker.
- 1895 Seikōsha produziert zum ersten Mal Taschenuhren unter dem Namen Timekeeper.
- 1913 Die erste japanische Armbanduhr wurde von Seikōsha unter dem Namen Laurel hergestellt.
- 1924 Seikōsha führte Seiko als Markennamen ein, und zum ersten Mal wird der Name Seiko auf ein Zifferblatt gedruckt.
- 1929 wurde Seiko offizieller Ausrüster für die Japanische Staatsbahn.
- 1956 Seiko führte die Stoßsicherung Diashock ein.
- 1959 Der Magic Lever (Selbstaufzug) wurde zum ersten Mal in der Seiko Gyro Marvel eingeführt.
- 1965 stellte Seiko mit der 62MAS die erste mechanische Taucheruhr aus Japan her.[11]
- 1969 Die welterste Quarzarmbanduhr Seiko Quarz Astron wurde eingeführt.
- 1972 Einführung der weltersten LCD-Quarzuhr mit sechsstelliger Digitalanzeige.
- 1975 Die weltweit erste Taucheruhr mit Gehäusebestandteilen aus Titan wurde vorgestellt.
- 1976 Einführung des ersten Quarzweckers der Welt.
- 1978 Einführung der PYF18, der weltweit ersten Taucheruhr mit Quarzwerk.
- 1982 Einführung der ersten hybriden Taucheruhr der Welt, der SAD017, mit zweisprachigem Display für Unterwasserkommunikation.
- 1983 Die welterste TV-Uhr, Kaliber DXV002 mit Bildschirm, wird eingeführt.
- 1984 Einführung der weltersten Armbanduhr mit Computerfunktionen.
- 1990 Einführung der weltersten computerisierten Taucheruhr „Scubamaster SBBK001“.
- 1996 Einführung der mechanischen Taucheruhr SKX007. Sie war Seikos am längsten produzierte Armbanduhr. Die Produktion wurde erst im Jahr 2019 eingestellt.
- 1998 Einführung der Seiko Thermic, erste Armbanduhr die mit Ultraschall-Mikrorotor angetrieben wird.
- 1999 Einführung der weltersten Spring-Drive-Uhr.
- 2000 Einführung der SBDX001 Marinemaster.
- 2005 Einführung der weltersten Dreiband-Funkuhr.
- 2006 Die weltweit erste Uhr mit elektrophoretischem Display (EPD) wurde eingeführt.
- 2010 Die weltweit erste EPD Uhr mit aktivem Matrixsystem wurde eingeführt.
- 2012 Auf der Baselworld 2012 wurde die erste Uhr mit einem eingebauten GPS-Empfänger vorgestellt.